# Lac à Mars
Pour les articles homonymes, voir Mars.
Le lac à Mars est un plan d'eau douce dans le bassin versant de la rivière à Mars Nord-Ouest, de la rivière à Mars et de la rivière Saguenay. Ce plan d’eau est situé dans le territoire non organisé de Lac-Pikauba, dans la MRC de Charlevoix, dans la région administrative de la Saguenay–Lac-Saint-Jean, dans la province de Québec, au Canada. Le lac à Mars est situé dans la partie centre est de la réserve faunique des Laurentides.
En amont de la zone portuaire, industrielle et urbaine, la vallée de la rivière à Mars est surtout desservie par le chemin de la Consol Paper. La rivière à Mars Nord-Ouest est desservie par quelques autres routes forestières secondaires pour les besoins la foresterie et des activités récréotouristiques.
La foresterie constitue la principale activité économique du secteur ; les activités récréotouristiques, en second.
La surface du lac à Mars est habituellement gelée du début de décembre à la fin mars, toutefois la circulation sécuritaire sur la glace se fait généralement de la mi-décembre à la mi-mars.

## Géographie
L’embouchure du lac à Mars est située à environ 11,5 km au nord-est de la limite des régions administratives de Saguenay–Lac-Saint-Jean et de la Capitale-Nationale. Les principaux bassins versants voisins du lac à Mars sont :
- côté nord : rivière Cyriac, rivière à Mars Nord-Ouest, rivière à Mars, rivière à Pierre, ruisseau au Goéland ;
- côté est : rivière à Mars, lac Raymond, lac des Vents, rivière du Chemin des Canots ;
- côté sud : lac des Pas Perdus, lac des Bouleaux, lac des Pas Perdus, Grand lac des Enfers, ruisseau Philippe, rivière Chicoutimi ;
- côté ouest : lac Pikauba, lac Davis, lac Fortier, ruisseau Claveau, ruisseau Noir, rivière Apica[2].

Le lac à Mars comporte une longueur de 2,3 km en forme de tête de femme vue de semi-profil, une largeur maximale de 0,8 km, une altitude est de 858 m et une superficie de km2. Ce lac comporte une baie étroite s’étirant sur 0,17 km vers l’est. Il comporte aussi un rétrécissement à 0,34 km dans sa partie sud. Une presqu’île rattachée à la rive est s’étirant sur 0,15 km en forme de crochet engendre un autre rétrécissement dans la partie nord du lac. L’embouchure de ce lac est située au fond d’une baie de la rive nord, à :
- 1,5 km à l’est d’un sommet de montagne atteignant 1 080 m ;
- 3,7 km au nord du lac des Bouleaux ;
- 7,3 km à l’ouest du cours de la rivière à Mars ;
- 5,5 km à l’est d’une baie du lac Pikauba ;
- 17,2 km au sud de la confluence de la rivière à Mars Nord-Ouest et de la rivière à Mars ;
- 67,0 km au sud-est du centre-ville de Saguenay[2].

À partir de la confluence du lac à Mars, le courant descend le cours de :
- la rivière à Mars Nord-Ouest sur 26,6 km généralement vers le nord ;
- la rivière à Mars sur 66,0 km généralement vers le nord ;
- la baie des Ha! Ha! sur 11 km vers le nord-est ;
- la rivière Saguenay sur 99,5 km vers l’est jusqu’à Tadoussac où il conflue avec l’estuaire du Saint-Laurent[2].

## Toponymie
Les toponymes « rivière à Mars », « rivière à Mars Nord-Ouest » et « lac à Mars » ont la même origine.
Le toponyme « lac à Mars » a été officialisé le 5 décembre 1968 par la Commission de toponymie du Québec.